# Dammstrandlöpare
Dammstrandlöpare (Bembidion lunulatum) är en skalbaggsart som först beskrevs av Geoffroy 1785.  Dammstrandlöpare ingår i släktet Bembidion, och familjen jordlöpare. Arten är reproducerande i Sverige.

## Bildgalleri

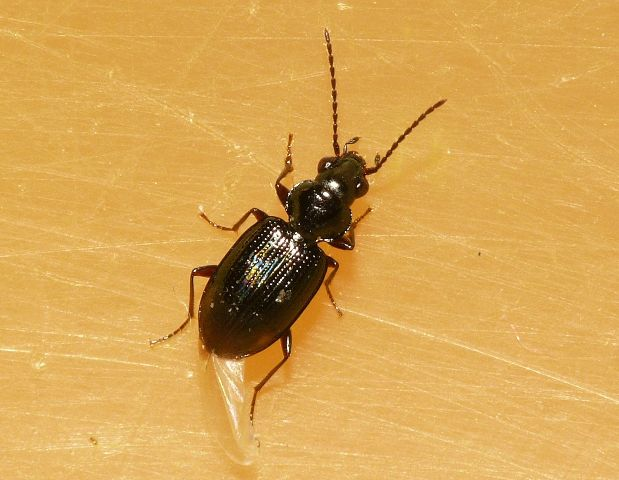